# Riverside (Utah)
Riverside is een plaats (census-designated place) in de Amerikaanse staat Utah, en valt bestuurlijk gezien onder Box Elder County.

## Demografie
Bij de volkstelling in 2000 werd het aantal inwoners vastgesteld op 678.

## Geografie
Volgens het United States Census Bureau beslaat de plaats een oppervlakte van
17,4 km², geheel bestaande uit land. Riverside ligt op ongeveer 1330 m boven zeeniveau.

## Plaatsen in de nabije omgeving
De onderstaande figuur toont nabijgelegen plaatsen in een straal van 12 km rond Riverside.